# Moments musicals (Schubert)
| Moments musicaux núm. 2 en la♭ major |
|                                      |
| Interpretació de Raymond Smullyan    |
|                                      |

Els Moments musicals (Moments musicaux) D. 780 (Op. 94) és una col·lecció de sis peces curtes per a piano sol compostes per Franz Schubert. Els moviments són els següents:
1. Moderato, en do major.
2. Andantino, en la bemoll major.
3. Allegro moderato, en fa menor.
4. Moderato, en do sostingut menor.
5. Allegro vivace, en fa menor.
6. Allegretto, en la bemoll major.

Juntament amb els Impromptus, aquestes peces es troben entre les obres per a piano més interpretades de Schubert i han estat enregistrades en nombroses ocasions. El núm. 3 en fa menor ha estat arranjada per Leopold Godowsky entre d'altres.
S'ha dit que Schubert va estar profundament influït en la composició d'aquestes peces pels Impromptus, Op. 7, de Jan Václav Hugo Voříšek (1822).
Van ser publicades per Leidersorf a Viena l'any 1828, amb el títol Six Momens [sic] musicals [sic]. Les paraules correctes en francès són "Moments" (en lloc de Momens) i "musicaux" (en lloc de musicals). El núm. 6 es va publicar el 1824 en un àlbum nadalenc, sota el títol de Les plaintes d'un troubadour.